# القاهر (المنار)
القاهر (المنار)، (Al Qaher) هي إحدى قرى عزلة الكينعة بمديرية المنار التابعة لمحافظة ذمار، بلغ تعداد سكانها 1069 نسمة حسب تعداد اليمن لعام 2004.

## روابط خارجية
- الجهاز المركزي للإحصاء بالجمهورية اليمنية
- المركز الوطني للمعلومات باليمن
- الدليل الشامل